# Руд ван Ністелрой
Рутгерус Йоганнес Мартінус (Руд) ван Ні́стелрой (нід. Rutgerus Johannes Martinus (Ruud) van Nistelrooĳ; *1 липня 1976 року, Осс, Нідерланди) — нідерландський футбольний тренер і колишній гравець. Один з найкращих форвардів світу початку 2000-х років. Виступав, зокрема, за ПСВ, «Манчестер Юнайтед» і мадридський «Реал». Дворазовий чемпіон Нідерландів та Іспанії, чемпіон Англії.

## Клубна кар'єра
Народився 1 липня 1976 року в місті Осс. Вихованець футбольної школи клубу «Ден Босх». Дорослу футбольну кар'єру розпочав 1993 року в основній команді того ж клубу, в якій провів чотири сезони, взявши участь у 69 матчах чемпіонату.
Згодом з 1997 по 2001 рік грав у складі команд клубів «Геренвен» та ПСВ. Протягом цих років двічі виборював титул чемпіона Нідерландів.
Своєю грою за останню команду привернув увагу представників тренерського штабу клубу «Манчестер Юнайтед», до складу якого приєднався 2001 року. Відіграв за команду з Манчестера наступні п'ять сезонів своєї ігрової кар'єри. Більшість часу, проведеного у складі «Манчестер Юнайтед», був основним гравцем атакувальної ланки команди. У складі «Манчестер Юнайтед» був одним з головних бомбардирів команди, маючи середню результативність на рівні 0,63 голу за гру першості. За цей час додав до переліку своїх трофеїв титул чемпіона Англії, ставав володарем Суперкубка Англії з футболу, володарем Кубка Англії, володарем Кубка англійської ліги.
Протягом 2006—2011 років захищав кольори клубів «Реал Мадрид» та «Гамбург». Протягом цих років додав до переліку своїх трофеїв два титули чемпіона Іспанії, ставав володарем Суперкубка Іспанії з футболу.
Завершив професійну ігрову кар'єру у клубі «Малага», за команду якого виступав протягом 2011—2012 років.

## Виступи за збірну
1998 року дебютував в офіційних матчах у складі національної збірної Нідерландів. Протягом кар'єри у національній команді, яка тривала 14 років, провів у формі головної команди країни 70 матчів, забивши 35 голів.
У складі збірної був учасником чемпіонату Європи 2004 року у Португалії, чемпіонату світу 2006 року у Німеччині, чемпіонату Європи 2008 року в Австрії та Швейцарії.

## Кар'єра тренера
22 червня 2013 року ван Ністелрой приєднався до ПСВ як тренер-стажер, який працював з юнаками до 17 років. У лютому 2016 року він став новим тренером нападників юнаків до 17, 19 років і резервної команди.
21 лютого 2014 року було оголошено, що ван Ністелрой стане помічником тренера національної збірної Нідерландів Гуса Гіддінка після чемпіонату світу 2014 року в Бразилії. Після відходу Гіддінка ван Ністелрой залишився асистентом у його наступника Данні Блінда.
У 2016 році повернувся до молодіжної команди ПСВ. У 2018 році він змінив Марка ван Боммела на чолі команди ПСВ до 19 років. У грудні 2019 року було підтверджено, що ван Ністелрой, окрім своєї посади в ПСВ, також повернеться до роботи зі збірною, увійшовши до штабу Рональда Кумана напередодні Євро-2020. Під час чемпіонату Європи, який через коронавірус пройшов 2021 року, ван Ністелрой був помічником тренера Франка де Бура і вилетіла від Чехії у 1/8 фіналу.
Після Євро ван Ністелрой почав працювати головним тренером команди «Йонг ПСВ». Коли Рогер Шмідт покинув посаду головного тренера першу команду, ван Ністелрой став головним тренером ПСВ із сезону 2022/23, підписавши контракт до середини 2025 року. 30 липня 2022 року він виграв з командою  Суперкубок Нідерландів 2022 року, обігравши в Амстердамі «Аякс» з рахунком 3:5, а згодом 30 квітня 2023 року він виграв Кубок Нідерландів, знову перемігши «Аякс», цього разу у серії пенальті. Після цього молодий тренер покинув команду.
11 липня 2024 року ван Ністелрой підписав дворічний контракт із «Манчестер Юнайтед», обійнявши посаду помічника головного тренера Еріка тен Гага. Тен Гаг був звільнений після невтішного початку сезону, після чого 28 жовтня ван Ністелрой зайняв посаду тимчасового головного тренера «червоних дияволів».

## Титули та досягнення

### Гравець
- Чемпіон Нідерландів: 2000 та 2001
  - найкращий бомбардир чемпіонату Нідерландів: 1998, 1999
- Суперкубок Нідерландів: 1998 і 2000
- Найкращий футболіст Нідерландів: 1999 та 2000
- Чемпіон Англії: 2003
  - найкращий бомбардир чемпіонату Англії: 2003
- Кубок Англії: 2004
- Суперкубок Англії: 2003
- Кубок Футбольної ліги: 2005–06
- Найкращий бомбардир Ліги чемпіонів: 2002, 2003, 2005
- Чемпіон Іспанії: 2007 та 2008
- Суперкубок Іспанії: 2008
  - найкращий бомбардир чемпіонату Іспанії: 2007
- учасник чемпіонату світу: 2006

### Тренер
- Суперкубок Нідерландів: 2022
- Кубок Нідерландів: 2023

## Статистика виступів

### Статистика клубних виступів
| Сезон                         | Команда                       | Чемпіонат                     | Чемпіонат | Чемпіонат | Національний кубок | Національний кубок | Національний кубок | Континентальні кубки | Континентальні кубки | Континентальні кубки | Інші змагання | Інші змагання | Інші змагання | Усього за | Усього за |
| Сезон                         | Команда                       | Ліга                          | Ігор      | Голів     | Ліга               | Ігор               | Голів              | Ліга                 | Ігор                 | Голів                | Ліга          | Ігор          | Голів         | Ігор      | Голів     |
| ----------------------------- | ----------------------------- | ----------------------------- | --------- | --------- | ------------------ | ------------------ | ------------------ | -------------------- | -------------------- | -------------------- | ------------- | ------------- | ------------- | --------- | --------- |
| 1993–94                       | «Ден Босх»                    | Д-2                           | 2         | 0         | КН                 | 0                  | 0                  | -                    | -                    | -                    | -             | -             | -             | 2         | 0         |
| 1994–95                       | «Ден Босх»                    | Д-2                           | 15        | 3         | КН                 | 2                  | 3                  | -                    | -                    | -                    | -             | -             | -             | 17        | 6         |
| 1995–96                       | «Ден Босх»                    | Д-2                           | 21        | 2         | КН                 | 0                  | 0                  | -                    | -                    | -                    | -             | -             | -             | 21        | 2         |
| 1996–97                       | «Ден Босх»                    | Д-2                           | 31        | 12        | КН                 | 0                  | 0                  | -                    | -                    | -                    | -             | -             | -             | 31        | 12        |
| Усього за «Ден Босх»          | Усього за «Ден Босх»          | Усього за «Ден Босх»          | 69        | 17        |                    | 2                  | 3                  |                      | -                    | -                    |               | -             | -             | 71        | 20        |
| 1997–98                       | «Геренвен»                    | Д-1                           | 31        | 13        | КН                 | 5                  | 3                  | -                    | -                    | -                    | -             | -             | -             | 36        | 16        |
| 1998–99                       | ПСВ                           | Д-1                           | 34        | 31        | КН                 | 4                  | 4                  | ЛЧ                   | 7                    | 5                    | СК            | 1             | 0             | 46        | 41        |
| 1999–00                       | ПСВ                           | Д-1                           | 23        | 29        | КН                 | 1                  | 0                  | ЛЧ                   | 8                    | 3                    | -             | -             | -             | 32        | 32        |
| 2000–01                       | ПСВ                           | Д-1                           | 10        | 2         | КН                 | 2                  | 2                  | ЛЧ                   | 0                    | 0                    | СК            | 0             | 0             | 12        | 4         |
| Усього за ПСВ (Ейндговен)     | Усього за ПСВ (Ейндговен)     | Усього за ПСВ (Ейндговен)     | 67        | 62        |                    | 7                  | 6                  |                      | 15                   | 8                    |               | 1             | 0             | 90        | 77        |
| 2001–02                       | «Манчестер Юнайтед»           | Д-1                           | 32        | 23        | КА                 | 2                  | 2                  | ЛЧ                   | 14                   | 10                   | СК            | 1             | 1             | 49        | 36        |
| 2002–03                       | «Манчестер Юнайтед»           | Д-1                           | 34        | 25        | КА КЛ              | 3 4                | 4 1                | ЛЧ                   | 11                   | 12                   | -             | -             | -             | 52        | 44        |
| 2003–04                       | «Манчестер Юнайтед»           | Д-1                           | 32        | 20        | КА                 | 4                  | 6                  | ЛЧ                   | 7                    | 4                    | СК            | 1             | 0             | 44        | 30        |
| 2004–05                       | «Манчестер Юнайтед»           | Д-1                           | 17        | 6         | КА                 | 3                  | 2                  | ЛЧ                   | 7                    | 8                    | -             | -             | -             | 27        | 16        |
| 2005–06                       | «Манчестер Юнайтед»           | Д-1                           | 35        | 21        | КА КЛ              | 2                  | 0 1                | ЛЧ                   | 8                    | 1                    | -             | -             | -             | 47        | 24        |
| Усього за «Манчестер Юнайтед» | Усього за «Манчестер Юнайтед» | Усього за «Манчестер Юнайтед» | 150       | 95        |                    | 20                 | 16                 |                      | 47                   | 35                   |               | 2             | 1             | 219       | 150       |
| 2006–07                       | «Реал Мадрид»                 | Д-1                           | 37        | 25        | КІ                 | 3                  | 2                  | ЛЧ                   | 7                    | 6                    | -             | -             | -             | 47        | 33        |
| 2007–08                       | «Реал Мадрид»                 | Д-1                           | 24        | 16        | КІ                 | 1                  | 0                  | ЛЧ                   | 7                    | 4                    | СК            | 1             | 0             | 33        | 20        |
| 2008–09                       | «Реал Мадрид»                 | Д-1                           | 6         | 4         | КІ                 | 0                  | 0                  | ЛЧ                   | 4                    | 3                    | СК            | 2             | 3             | 12        | 10        |
| 2009-2010                     | «Реал Мадрид»                 | Д-1                           | 1         | 1         | КІ                 | 2                  | 0                  | ЛЧ                   | 1                    | 0                    | -             | -             | -             | 4         | 1         |
| Усього за «Реал Мадрид»       | Усього за «Реал Мадрид»       | Усього за «Реал Мадрид»       | 68        | 46        |                    | 6                  | 2                  |                      | 19                   | 13                   |               | 3             | 3             | 96        | 64        |
| 2009–10                       | «Гамбург»                     | Д-1                           | 11        | 5         | КН                 | 0                  | 0                  | ЛЄ                   | 7                    | 2                    | -             | -             | -             | 18        | 7         |
| 2010–11                       | «Гамбург»                     | Д-1                           | 25        | 7         | КН                 | 1                  | 3                  | -                    | -                    | -                    | -             | -             | -             | 26        | 10        |
| Усього за «Гамбург»           | Усього за «Гамбург»           | Усього за «Гамбург»           | 36        | 12        |                    | 1                  | 3                  |                      | 7                    | 2                    |               | -             | -             | 44        | 17        |
| 2011–12                       | «Малага»                      | Д-1                           | 28        | 4         | КІ                 | 4                  | 1                  | -                    | -                    | -                    | -             | -             | -             | 32        | 5         |
| Усього за кар'єру             | Усього за кар'єру             | Усього за кар'єру             | 449       | 249       |                    | 39                 | 32                 |                      | 92                   | 62                   |               | 6             | 4             | 588       | 347       |

### Статистика виступів за збірну
| Дата       | Місто              | Господарі         | Результат          | Гості              | Турнір                | Голи | Примітки |
| ---------- | ------------------ | ----------------- | ------------------ | ------------------ | --------------------- | ---- | -------- |
| 18/11/1998 | Гельзенкірхен      | Німеччина         | 1 – 1              | Нідерланди         | товариський матч      | -    |          |
| 10/02/1999 | Париж              | Нідерланди        | 0 – 0              | Португалія         | товариський матч      | -    |          |
| 28/04/1999 | Арнем              | Нідерланди        | 1 – 2              | Марокко            | товариський матч      | 1    |          |
| 5/06/1999  | Салвадор           | Бразилія          | 2 – 2              | Нідерланди         | товариський матч      | -    |          |
| 8/06/1999  | Гоянія             | Бразилія          | 3 – 1              | Нідерланди         | товариський матч      | -    |          |
| 18/08/1999 | Копенгаген         | Данія             | 0 – 0              | Нідерланди         | товариський матч      | -    |          |
| 4/09/1999  | Роттердам          | Нідерланди        | 5 – 5              | Бельгія            | товариський матч      | -    |          |
| 9/10/1999  | Амстердам          | Нідерланди        | 2 – 2              | Аргентина          | товариський матч      | -    |          |
| 13/11/1999 | Ейндговен          | Нідерланди        | 1 – 1              | Чехія              | товариський матч      | -    |          |
| 23/02/2000 | Амстердам          | Нідерланди        | 2 – 1              | Німеччина          | товариський матч      | -    |          |
| 25/04/2001 | Ейндговен          | Нідерланди        | 4 – 0              | Кіпр               | товариський матч      | 1    |          |
| 2/06/2001  | Таллінн            | Естонія           | 2 – 4              | Нідерланди         | товариський матч      | 2    |          |
| 15/08/2001 | Лондон             | Англія            | 0 – 2              | Нідерланди         | товариський матч      | 1    |          |
| 1/09/2001  | Дублін             | Ірландія          | 1 – 0              | Нідерланди         | Відбір до ЧС 2002     | -    |          |
| 5/09/2001  | Ейндговен          | Нідерланди        | 5 – 0              | Естонія            | Відбір до ЧС 2002     | 1    |          |
| 6/10/2001  | Арнем              | Нідерланди        | 4 – 0              | Андорра            | Відбір до ЧС 2002     | 2    |          |
| 10/11/2001 | Копенгаген         | Данія             | 1 – 1              | Нідерланди         | товариський матч      | -    |          |
| 13/02/2002 | Амстердам          | Нідерланди        | 1 – 1              | Англія             | товариський матч      | -    |          |
| 21/08/2002 | Осло               | Норвегія          | 0 – 1              | Нідерланди         | товариський матч      | -    |          |
| 7/09/2002  | Ейндговен          | Нідерланди        | 3 – 0              | Білорусь           | Відбір до ЧЄ 2004     | -    |          |
| 20/11/2002 | Гельзенкірхен      | Німеччина         | 1 – 3              | Нідерланди         | товариський матч      | 1    |          |
| 12/02/2003 | Амстердам          | Нідерланди        | 1 – 0              | Аргентина          | товариський матч      | -    |          |
| 29/03/2003 | Роттердам          | Нідерланди        | 1 – 1              | Чехія              | Відбір до ЧЄ 2004     | 1    |          |
| 2/04/2003  | Тирасполь          | Молдова           | 1 – 2              | Нідерланди         | Відбір до ЧЄ 2004     | 1    |          |
| 7/06/2003  | Мінськ             | Білорусь          | 0 – 2              | Нідерланди         | Відбір до ЧЄ 2004     | -    |          |
| 20/08/2003 | Брюссель           | Бельгія           | 1 – 1              | Нідерланди         | товариський матч      | -    |          |
| 10/09/2003 | Прага              | Чехія             | 3 – 1              | Нідерланди         | Відбір до ЧЄ 2004     | -    |          |
| 15/11/2003 | Глазго             | Шотландія         | 1 – 0              | Нідерланди         | Відбір до ЧЄ 2004     | -    |          |
| 19/11/2003 | Амстердам          | Нідерланди        | 6 – 0              | Шотландія          | Відбір до ЧЄ 2004     | 3    |          |
| 18/02/2004 | Амстердам          | Нідерланди        | 1 – 0              | США                | товариський матч      | -    |          |
| 29/05/2004 | Ейндговен          | Нідерланди        | 0 – 1              | Бельгія            | товариський матч      | -    |          |
| 1/06/2004  | Лозанна            | Нідерланди        | 3 – 0              | Фарерські острови  | товариський матч      | -    |          |
| 5/06/2004  | Амстердам          | Нідерланди        | 0 – 1              | Ірландія           | товариський матч      | -    |          |
| 15/06/2004 | Порту              | Німеччина         | 1 – 1              | Нідерланди         | ЧЄ 2004 - 1-й етап    | 1    |          |
| 19/06/2004 | Авейру             | Нідерланди        | 2 – 3              | Чехія              | ЧЄ 2004 - 1-й етап    | 1    |          |
| 23/06/2004 | Брага (Португалія) | Нідерланди        | 3 – 0              | Латвія             | ЧЄ 2004 - 1-й етап    | 2    |          |
| 26/06/2004 | Маяк               | Швеція            | 0 – 0 (4 - 5 п.п.) | Нідерланди         | ЧЄ 2004 - чвертьфінал | -    |          |
| 30/06/2004 | Лісабон            | Португалія        | 2 – 1              | Нідерланди         | ЧЄ 2004 - півфінал    | -    |          |
| 13/10/2004 | Амстердам          | Нідерланди        | 3 – 1              | Фінляндія          | товариський матч      | 2    |          |
| 17/11/2004 | Барселона          | Нідерланди        | 3 – 0              | Андорра            | Відбір до ЧС 2006     | -    |          |
| 26/03/2005 | Бухарест           | Румунія           | 0 – 2              | Нідерланди         | Відбір до ЧС 2006     | -    |          |
| 30/03/2005 | Ейндговен          | Нідерланди        | 2 – 0              | Вірменія           | Відбір до ЧС 2006     | 1    |          |
| 4/06/2005  | Роттердам          | Нідерланди        | 2 – 0              | Румунія            | Відбір до ЧС 2006     | -    |          |
| 8/06/2005  | Гельсінкі          | Фінляндія         | 0 – 4              | Нідерланди         | товариський матч      | 1    |          |
| 17/08/2005 | Роттердам          | Нідерланди        | 2 – 2              | Німеччина          | товариський матч      | -    |          |
| 3/09/2005  | Єреван             | Вірменія          | 0 – 1              | Нідерланди         | Відбір до ЧС 2006     | 1    |          |
| 7/09/2005  | Ейндговен          | Нідерланди        | 4 – 0              | Андорра            | Відбір до ЧС 2006     | 2    |          |
| 8/10/2005  | Прага              | Чехія             | 0 – 2              | Нідерланди         | Відбір до ЧС 2006     | -    |          |
| 12/10/2005 | Амстердам          | Нідерланди        | 0 – 0              | Північна Македонія | Відбір до ЧС 2006     | -    |          |
| 27/05/2006 | Роттердам          | Нідерланди        | 1 – 0              | Камерун            | товариський матч      | 1    |          |
| 4/06/2006  | Роттердам          | Нідерланди        | 1 – 1              | Австралія          | товариський матч      | 1    |          |
| 11/06/2006 | Лейпциг            | Чорногорія        | 0 – 1              | Нідерланди         | ЧС 2006 - 1-й етап    | -    |          |
| 16/06/2006 | Штутгарт           | Нідерланди        | 2 – 1              | Ірландія           | ЧС 2006 - 1-й етап    | 1    |          |
| 21/06/2006 | Франкфурт-на-Майні | Нідерланди        | 0 – 0              | Аргентина          | ЧС 2006 - 1-й етап    | -    |          |
| 22/08/2007 | Женева             | Швейцарія         | 2 – 1              | Нідерланди         | товариський матч      | -    |          |
| 8/09/2007  | Амстердам          | Нідерланди        | 2 – 0              | Болгарія           | Відбір до ЧЄ 2008     | 1    |          |
| 12/09/2007 | Тирана             | Нідерланди        | 0 – 1              | Албанія            | Відбір до ЧЄ 2008     | 1    |          |
| 13/10/2007 | Бухарест           | Румунія           | 1 – 0              | Нідерланди         | Відбір до ЧЄ 2008     | -    |          |
| 17/11/2007 | Роттердам          | Нідерланди        | 1 – 0              | Люксембург         | Відбір до ЧЄ 2008     | -    |          |
| 29/05/2008 | Ейндговен          | Нідерланди        | 1 – 1              | Данія              | товариський матч      | 1    |          |
| 1/06/2008  | Роттердам          | Нідерланди        | 2 – 0              | Уельс              | товариський матч      | -    |          |
| 9/06/2008  | Берн               | Нідерланди        | 3 – 0              | Італія             | ЧЄ 2008 - 1-й етап    | 1    |          |
| 13/06/2008 | Берн               | Нідерланди        | 4 – 1              | Франція            | ЧЄ 2008 - 1-й етап    | -    |          |
| 21/06/2008 | Базель             | Нідерланди        | 1 – 3              | Росія              | ЧЄ 2008 - чвертьфінал | 1    |          |
| 3/09/2010  | Серравалле         | Сан-Марино        | 0 – 5              | Нідерланди         | Відбір до ЧЄ 2012     | 1    |          |
| 7/09/2010  | Роттердам          | Нідерланди        | 2 – 1              | Фінляндія          | Відбір до ЧЄ 2012     | -    |          |
| 12/10/2010 | Амстердам          | Нідерланди        | 4 – 1              | Швеція             | Відбір до ЧЄ 2012     | -    |          |
| 9/02/2011  | Ейндговен          | Нідерланди        | 3 – 1              | Австрія            | товариський матч      | -    |          |
| 25/03/2011 | Будапешт           | Угорщина          | 0 – 4              | Нідерланди         | Відбір до ЧЄ 2012     | -    |          |
| 29/03/2011 | Амстердам          | Нідерланди        | 5 – 3              | Угорщина           | Відбір до ЧЄ 2012     | 1    |          |
| Усього     |                    | Матчів (18 місце) | 70                 |                    | Голів (5 місце)       | 35   |          |